# Língua francesa no Líbano

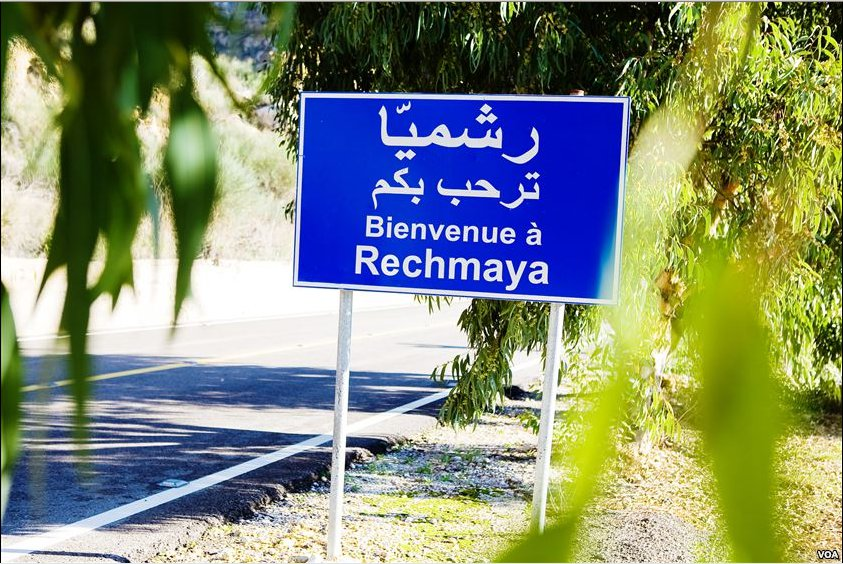
Placa na entrada de uma cidade libanesa, com inscrições tanto em árabe quanto em francês.

A língua francesa no Líbano refere-se ao uso do idioma francês no Líbano, um país asiático situado no Oriente Médio e com capital em Beirute. O Líbano tem o árabe como idioma oficial. No entanto, a língua francesa é usada no parlamento libanês e goza de status de "dialeto de prestígio", ou seja, possui verificação jurídica, histórica e constitucional relevante por fazer-se presente na sociedade libanesa. Além do francês, somente o inglês possui tal status, entre as línguas indo-europeias. O francês é, muitas vezes, utilizado para relações comerciais e de negócios, na diplomacia e no governo.
O uso da língua francesa é um legado da época das Cruzadas francesas e laços históricos da França para com a região, incluindo o Mandato da Sociedade das Nações sobre o Líbano, na sequência da Primeira Guerra Mundial. Conforme dados provenientes de 2004, cerca de 20% da população libanesa usa o francês em suas atividades diárias.

## Papel e finalidade
Uma ex-colônia francesa, o Líbano designa o árabe como única língua oficial, enquanto que uma lei especial regula casos em que o francês pode ser usado publicamente. O artigo 11 da Constituição dos Estados do Líbano afirma que "O árabe é a língua oficial nacional. A lei determina os casos em que a língua francesa possa ser usada".
A língua francesa é também utilizada em notas de libra libanesa, sinais de trânsito, placas de matrícula dos veículos e em edifícios públicos, ao lado da língua árabe.
A maioria das pessoas libanesas falam o árabe libanês, que é agrupado em uma categoria maior chamado de árabe do levante, enquanto que o árabe moderno padrão é usado principalmente em revistas, jornais e meios de transmissão formais.
A língua de sinais libanesa é a língua da comunidade com deficiência auditiva. Quase 40% dos libaneses são considerados francófonos, enquanto outros 15% são tidos como "francófonos parciais". Cerca de 70% das escolas secundárias do Líbano utilizam o francês como segunda língua de instrução. Em comparação, o inglês é usado como uma língua secundária em 30% das escolas secundárias do Líbano. O uso do árabe por jovens instruídos do Líbano está em declínio, uma vez que eles geralmente preferem falar em francês e, em menor grau, em inglês.

## Atitudes em relação à língua francesa
Francês e inglês são as duas línguas secundárias no Líbano, com cerca de 40% da população sendo francófona e 30% sendo anglófona. O uso do inglês está crescendo no ambiente de negócios comerciais e na mídia. Dos cerca de 900 000 estudantes libaneses, em torno de 500 000 estão matriculados em escolas francófonas, sendo públicas ou privadas, em que o ensino de matemática e de disciplinas científicas é fornecido em francês. A utilização real do francês varia dependendo da região e condição social. Um terço dos estudantes do ensino médio instruídos em francês prosseguem para o ensino superior em instituições de língua inglesa. Se tratando de redes sociais, o francês era utilizado no Facebook por apenas 10% dos libaneses em 2014, muito atrás do inglês que, no mesmo período, era utilizado por 78 % dos libaneses com contas ativas no Facebook.